# Azərbaycan Premyer Liqası
Azərbaycan Premyer Liqası je fotbalová soutěž pořádaná na území Ázerbájdžánu. Pořádá ji Ázerbájdžánská fotbalová federace (AFFA). Liga byla oficiálně založena v roce 1992.

## Nejlepší kluby v historii - podle počtu titulů
| Vítězové nejvyšší ligové soutěže |        |                                                                        |
| Klub                             | Tituly | Vítězné ročníky                                                        |
| FK Karabach                      | 12     | 1993, 2014, 2015, 2016, 2017, 2018, 2019, 2020, 2022, 2023, 2024, 2025 |
| Neftçi Bakı PFK                  | 9      | 1992, 1996, 1997, 2004, 2005, 2011, 2012, 2013, 2021                   |
| Kapaz PFK                        | 3      | 1995, 1998, 1999                                                       |
| Şəmkir FK                        | 3      | 2000, 2001, 2002                                                       |
| FK Baku                          | 2      | 2006, 2009                                                             |
| Keşlə FK                         | 2      | 2008, 2010                                                             |
| Turan Tovuz İK                   | 1      | 1994                                                                   |
| FK Xəzər Lənkəran                | 1      | 2007                                                                   |

## Mistři
- 1992:  Neftçi Baku (1. titul)
- 1993:  Karabach (1)
- 1993/94:  Turan Tovuz (1)
- 1994/95:  Kapaz (1)
- 1995/96:  Neftçi Baku (2)
- 1996/97:  Neftçi Baku (3)
- 1997/98:  Kapaz (2)
- 1998/99:  Kapaz (3)
- 1999/00:  Şəmkir (1)
- 2000/01:  Şəmkir (2)
- 2001/02: nedohrálo se
- 2002/03: nehrálo se
- 2003/04:  Neftçi Baku (4)
- 2004/05:  Neftçi Baku (5)
- 2005/06:  Baku (1)
- 2006/07:  Xəzər Lənkəran (1)
- 2007/08:  Inter Baku (1)
- 2008/09:  Baku (2)
- 2009/10:  Inter Baku (2)
- 2010/11:  Neftçi Baku (6)
- 2011/12:  Neftçi Baku (7)
- 2012/13:  Neftçi Baku (8)
- 2013/14:  Karabach (2)
- 2014/15:  Karabach (3)
- 2015/16:  Karabach (4)
- 2016/17:  Karabach (5)
- 2017/18:  Karabach (6)
- 2018/19:  Karabach (7)
- 2019/20:  Karabach (8)
- 2020/21:  Neftçi Baku (9)
- 2021/22:  Karabach (9)
- 2022/23:  Karabach (10)
- 2023/24:  Karabach (11)
- 2024/25:  Karabach (12)